# Françoise Collin (philosophe)
Pour les articles homonymes, voir Collin et Françoise Collin.
Françoise Collin, née le 8 avril 1928 à Braine-le-Comte (Belgique) et morte le 1er septembre 2012 à Saint-Sauveur (Belgique), est une romancière, philosophe et féministe belge qui avait choisi de vivre à Paris.

## Biographie

### Naissance et études
Françoise Collin naît le 8 avril 1928 à Braine-le-Comte (Belgique) dans un milieu bourgeois, de père médecin et de mère sans profession, ayant auparavant été aide soignante en Angleterre durant la Première Guerre mondiale.
Elle étudie la philosophie à l'Université libre de Bruxelles et effectue sa thèse à l'Université catholique de Louvain, puis obtient une bourse française et continue ses études à Paris auprès de Jean Hyppolite et Maurice Merleau-Ponty et soutient une thèse en littérature et philosophie. Elle devient docteure en philosophie avec la publication en 1971 d'un ouvrage majeur qui fait autorité sur Maurice Blanchot.

### Activités universitaires
Dans les années 1960, elle est assistante en philosophie à l'Université catholique de Louvain, puis dans les facultés universitaires Saint-Louis et à l'institut supérieur de formation sociale de Bruxelles.
Au collège de philosophie de Paris, elle crée le séminaire « Poétique et politique. De Maurice Blanchot à Hannah Arendt ».
En 1995, elle occupe la Chaire Suzanne Tassier de l'Université libre de Bruxelles et en 2004-2005, la Chaire Franqui de l'Université de Liège.

### Activités littéraires
Encore étudiante, elle gagne le deuxième prix d'un concours de nouvelles.
Elle débute en littérature en 1958 par des poèmes publiés par Jean Cayrol dans le sixième recueil de la revue Écrire, et publie ensuite aux éditions du Seuil deux romans : Le Jour fabuleux en 1960 et Rose qui peut en 1963. Elle collabore entre autres à la première série de la revue Luna-Park.
Elle manifeste une grande curiosité pour de nombreuses auteures dont Ingeborg Bachmann, Gertrude Stein et Marieluise Fleisser.

### Engagement politique
Dès les années 1950, elle est engagée à gauche et souscrit aux théories marxistes de l'époque. Elle voyage en Roumanie et en Pologne, d'où elle revient davantage inspirée sur le marxisme et le communisme.
Elle prend position pour la parité politique en France.

### Engagement féministe
En 1970, elle crée une rubrique « Femmes » dans la revue La Relève avec Marie Denis.
Elle voyage aux États-Unis en 1972, où elle rencontre Kate Millett et des groupes de femmes et de lesbiennes, puis s'investit à son retour dans le mouvement de libération des femmes et participe à la première journée des femmes de Bruxelles du 11 novembre 1972, de laquelle se créent des « groupes de femmes du 11 novembre ». En octobre 1973, elle crée avec Jacqueline Aubenas la première revue féministe de langue française Les Cahiers du Grif (Groupe de Recherche et d'Information Féministe) qui donne, à la suite d'une scission, naissance au GRIF-Université des femmes qu'elle gère avec Hedwige Peemans-Poullet jusqu'à ce que celle-ci crée l'Université des femmes. Elle dirige successivement la collection Grif aux éditions de Minuit et la collection Littérales aux éditions Tierce. Elle est l'une des premières à introduire l’œuvre de Hannah Arendt dans le champ philosophique français et dans le champ féministe. Elle contribue à la fondation de la Revue des femmes-philosophes de l'Unesco en 2010.

### Mort
Elle meurt le 1er septembre 2012 à Saint-Sauveur (Belgique).

## Vie privée
Son époux est Jacques Taminiaux et elle a deux enfants.

## Publications

### Romans
- Le Jour fabuleux, Le Seuil, 1960.
- Rose qui peut, Le Seuil, 1963
- 331W20 Lection du président, Transédition, 1975.
- Le Rendez-vous, Tierce, 1988
- Le Jardin de Louise, La Barre du jour 1988
- On dirait une ville, éditions des Femmes, 2008.

### Travaux de recherche
- Maurice Blanchot et la question de l’écriture, Gallimard, coll. « Le Chemin », 1971 (rééd. coll. « Tel », 1986), thèse de doctorat d’État.
- Le Sexe des sciences : les femmes en plus, Autrement, 1992.
- Hannah Arendt. L'homme est-il devenu superflu ?, Odile Jacob, 1999
- Je partirais d'un mot : le champ symbolique, Fusart, 1999
- Le Différend des sexes, Pleins Feux, 1999.
- Parcours féministe (entretien avec I. Kaufer), Labor, 2005.
- Repenser le politique : l'apport du féminisme américain, sous la direction de Françoise Collin et Pénélope Deutscher, Campagne première, 2005.
- Les Femmes de Platon à Derrida : anthologie critique, avec Évelyne Pisier et Eleni Varikas, Paris, Dalloz, 2011.
- Un héritage sans testament, édition micro Remue-ménage, Québec, 2020 (posthume).